# Sloop de guerra

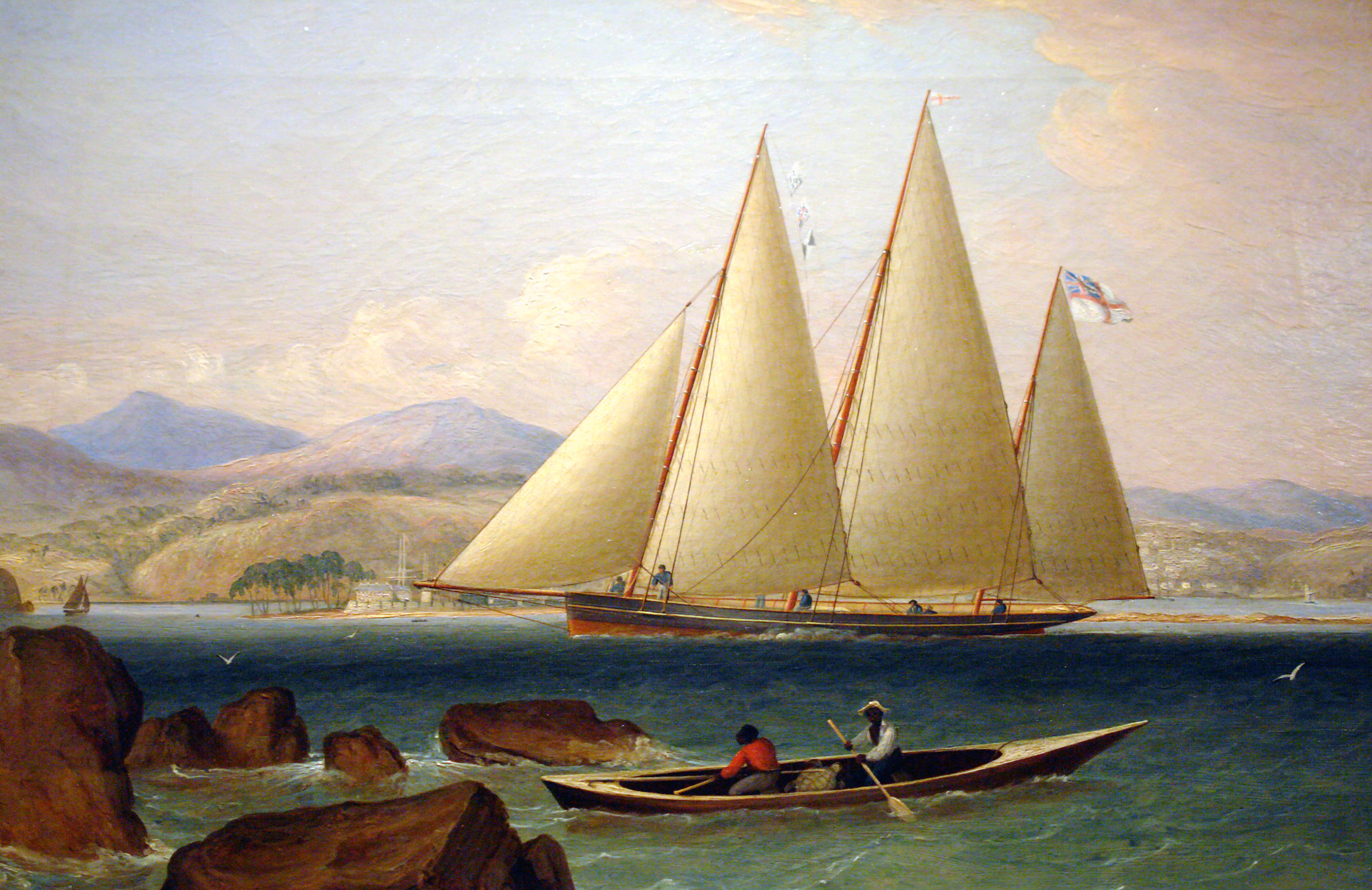
Un sloop de guerra britànic de tres pals i veles bermudianes (circa 1831). La vela major i la vela del trinquet són molt semblants a la vela d'un Patí de vela actual.

Un sloop de guerra (sloop-of-war en anglès) era un vaixell (sloop) relativament petit i poc armat (menys de 20 canons) usat en les armades dels països anglosaxons durant el segle xviii i començaments del segle xix.

## Aparells vèlics

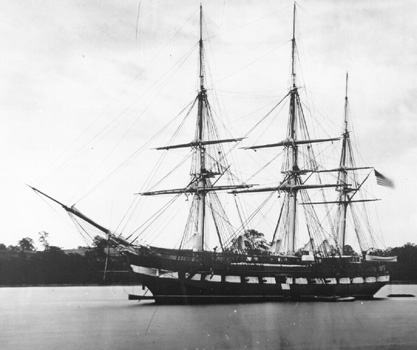
Sloop de guerra USS Constellation (1854), anomenat així en honor de la fragata original Constellation.

A diferència dels sloops civils (que arboraven un sol pal i portaven aparell de cúter, amb una cangrea i un o dos flocs), els sloops de guerra acostumaven a ser molt diferents. Generalment arboraven dos pals i el seu aparell era de quetx o de "snow". Un quetx té pal mestre i pal de mitjana. Un "snow" té pal mestre i trinquet.
Els primers sloops de tres pals aparegueren pel voltant de 1740. Cap al 1750 gairebé tots els sloops es construïren de tres pals.

### Els sloops amb aparell de bergantí
Cap al 1770 resorgiren els sloops militars de dos pals, aquest cop aparellats com a bergantins.

## Els sloops de guerra delseglexx
En la Primera Guerra Mundial i la Segona Guerra Mundial, la Royal Navy de la Gran Bretanya va reutilitzar el terme sloop per a vaixells especialitzats en l'escortatge de convois, incloent-hi la classe Flower de la Primera Guerra Mundial i la classe de Black Swan, força usat durant la Segona Guerra Mundial amb funcions antiaèries i antisubmarines.

## Sloops famosos
- HMS Resolution: era el vaixell del capità James Cook en el segon i tercer viatges que va fer al Pacífic.
- USS Independence: va ser el primer vaixell de guerra nord-americà.
- HMS Beagle: era un sloop avarat amb aparell de bergantí de la classe Cherokee, i va ser reaparellat com a bricbarca de tres pals; és el vaixell amb el qual Charles Darwin va fer la seva volta al món (1831-1836).